# Blandine Metayer
Blandine Métayer est une actrice et auteure française née en 1959 au Havre.

## Biographie
Après ses débuts au Conservatoire de Rouen, elle joue Le roi se meurt d'Eugène Ionesco, puis la fille de Jacqueline Maillan dans Le Pont Japonais. Pour ses premiers pas à la télévision, elle se lance dans la comédie : 4 ans au Petit théâtre de Bouvard, Rira, Rira pas avec Jean Yanne, ou encore La Classe. Dans la série télévisée Tribunal, ainsi que dans plusieurs films de Jean-Louis Lorenzi, elle interprète des rôles dramatiques. On la verra dans la série Vivement lundi !, Tel Père Tel fils, elle participe à l'écriture d'une quarantaine d'épisodes des séries Maguy et Tribunal, écrit des centaines de sketches et des scénarios pour la télévision. Dans les années 2000, au théâtre Montmartre-Galabru, elle signe et interprète Célibattante, son premier seule en scène sur la vie des femmes célibataires, puis elle joue le rôle de Madame Duval dans la comédie musicale Belles belles belles représentée à l'Olympia du 21 novembre 2003 au 19 janvier 2004. Première comédie musicale juke-box française, celle-ci est consacrée à Claude François.
En 2010, après avoir interrogé des dizaines de femmes en entreprises, travaillé avec Cécile Ferro (Sociologue au laboratoire Georges Friedmann) et échangé avec Brigitte Grésy, Blandine Métayer a écrit la pièce Je suis Top!, son 2e seule en scène.
Blandine Métayer est membre de l'Académie Alphonse Allais depuis juin 2023

## Filmographie

### Télévision
- 1979 : Un juge, un flic de Denys de La Patellière, seconde saison (1979), épisode : Carré de vilains
- 1981 : Henri IV de Jeannette Hubert
- 1982-1987 : Le Petit Théâtre de Bouvard
- 1985 : Les Prisonnières de Jean-Louis Lorenzi
- 1987-1988 : 5 rue du théâtre, puis Boulevard Bouvard
- 1988-1993 : La Classe
- 1988 -1991 : Vivement lundi ! / Tel Père, Tel Fils / Maguy / Tribunal
- 1997-1998 : Enguerrand, le guerroyeur
- 2002 : Le Choix de Thomas de Jean-Louis Lorenzi
- 2005-2008 : Joséphine Ange Gardien / Femmes de Loi / les Bleus

## Publications
- Je suis top ! Liberté, égalité, parité : avec Sandrine Revel et Véronique Grisseaux, Delcourt, 2016.
- Les Survivantes : avec Isabelle Linnartz, Éditions Les Cygnes, 2020.